# 波羅的海鐵路
波羅的海鐵路（英語：Rail Baltica，愛沙尼亞又稱Rail Baltic）是一個正在建設中的鐵路基礎設施項目，屬綠地工程，旨在將波羅的海國家納入歐洲鐵路網。其目的是在參與國之間提供客運和貨運服務，並改善中歐和北歐，特別是波羅的海東南部地區之間的鐵路連接。它也旨在成為建造東北歐經濟走廊的催化劑。該計畫設想興建一條從芬蘭赫爾辛基 / 愛沙尼亞塔林到波蘭華沙的連續鐵路線，中途經過拉脫維亞里加、立陶宛的考納斯及維爾紐斯。其在波羅的海國家的總長度為 870 公里，其中愛沙尼亞境內為 213 公里，拉脫維亞境內為 265 公里，立陶宛境內為 392 公里。波羅的海鐵路是歐盟的優先項目之一。它是跨歐洲運輸網絡北海-波羅的海走廊的一部分。
波羅的海鐵路將成為該地區第一條大型幹線標準軌距鐵路。芬蘭、愛沙尼亞、拉脫維亞和立陶宛的傳統鐵路網絡主要採用俄羅斯軌距（1,520 毫米）。這些國家的第一條鐵路建於 19 世紀下半葉，當時仍是俄羅斯帝國的一部分。雖然在第一次世界大戰和第二次世界大戰期間，獨立或被德國佔領的波羅的海國家修建了一些鐵路或改建為窄軌或標準軌距，但這些鐵路後來在1945 年蘇聯佔領統治下改回俄羅斯軌距。
根據安永會計師事務所的一項研究，該項目可衡量的社會經濟效益估計為 162 億歐元，並將額外創造 20 億歐元的 GDP 加乘效應。截至2020年1月，從塔林到立陶宛-波蘭邊境的高速鐵路預計將於2026年完工。截至 2020 年 6 月，塔林和赫爾辛基之間的海底鐵路隧道預計將於 2026 年中期左右竣工。 2021年4月底，愛沙尼亞和芬蘭政府簽署了一份諒解備忘錄，承諾在交通領域合作。截至2023年2月，該隧道仍處於調查階段。

## 概述

### 擬議的環境影響
為了減少碳排放，波羅的海鐵路將成為一條電氣化鐵路。該鐵路計劃避開Natura 2000保護區，並儘量減少對其他環境敏感保護區和現有 1,520 毫米軌距鐵路網區域的影響。如有需要，將安裝噪音防護屏障。鐵路堤上將建造專門的野生動物通道。

### 路段
該鐵路項目將實現多式聯運和聯運（即透過兩種或多種運輸方式運輸貨物）。波羅的海鐵路公司計劃在愛沙尼亞穆加（Muuga）港、拉脫維亞薩拉斯皮爾斯和立陶宛考納斯建造三個聯運貨運站。此舉旨在與現有 1,520 毫米鐵路系統基礎設施產生協同效應。鐵路將有七個國際客運站——塔林、派爾努、里加、里加機場、帕內韋日斯、考納斯和維爾紐斯——以及潛在的區域車站以及通往機場和海港的連接。
從赫爾辛基到塔林的路段將由現有的商業渡輪營運。未來，擬議的赫爾辛基—塔林隧道將提供兩個城市之間的鐵路連接。

### 參數
波羅的海鐵路將會是一條新型的、公有的、快速的傳統雙軌鐵路，有貨運列車行駛的路段則會設四軌。它將實現電氣化，並配備用於信號和通訊的歐洲鐵路交通管理系統（ERTMS）。客運列車的最高設計速度為 249 公里/小時，而最大運行速度將為 234 公里/小時 。對於貨運列車，最大設計速度為 120 公里/小時。新鐵路線的軌距設計為 1,435 毫米（標準軌）。其他關鍵技術參數包括：
- 貨運列車最大長度為 1,050 米。
- 最大軸重為 25 噸（25 長噸；28 短噸）。
- 沒有道路平交道。
- 與 1,520 毫米（俄羅斯軌距）鐵路網沒有平面交叉口。
- 對於維護和緊急服務，應每隔 2-3 公里（1.2-1.9 英里）及特定區域提供通往主線鐵路的出入口通道。
- 鐵路將採用有碴軌道。
- 其能源系統應為25 kV。
- 它的雙軌一側應該是右手行駛。
- 它是 ERTMS 2 級，基線 3。

以上參數均符合歐盟互通性技術規範（TSI – P2、F1）。
設計階段於2016年開始，拉脫維亞里加中央客運站和里加國際機場客運站的設計活動將持續到2023年。同時，波羅的海鐵路基礎建設已於 2019 年啟動，部分路段預計將於 2028 年開始運營，整體走廊應於2030年完工。
塔林和華沙之間的鐵路總長將至少為 950 公里，而波羅的海國家境內的鐵路總長將為 870 公里。

## 狀態

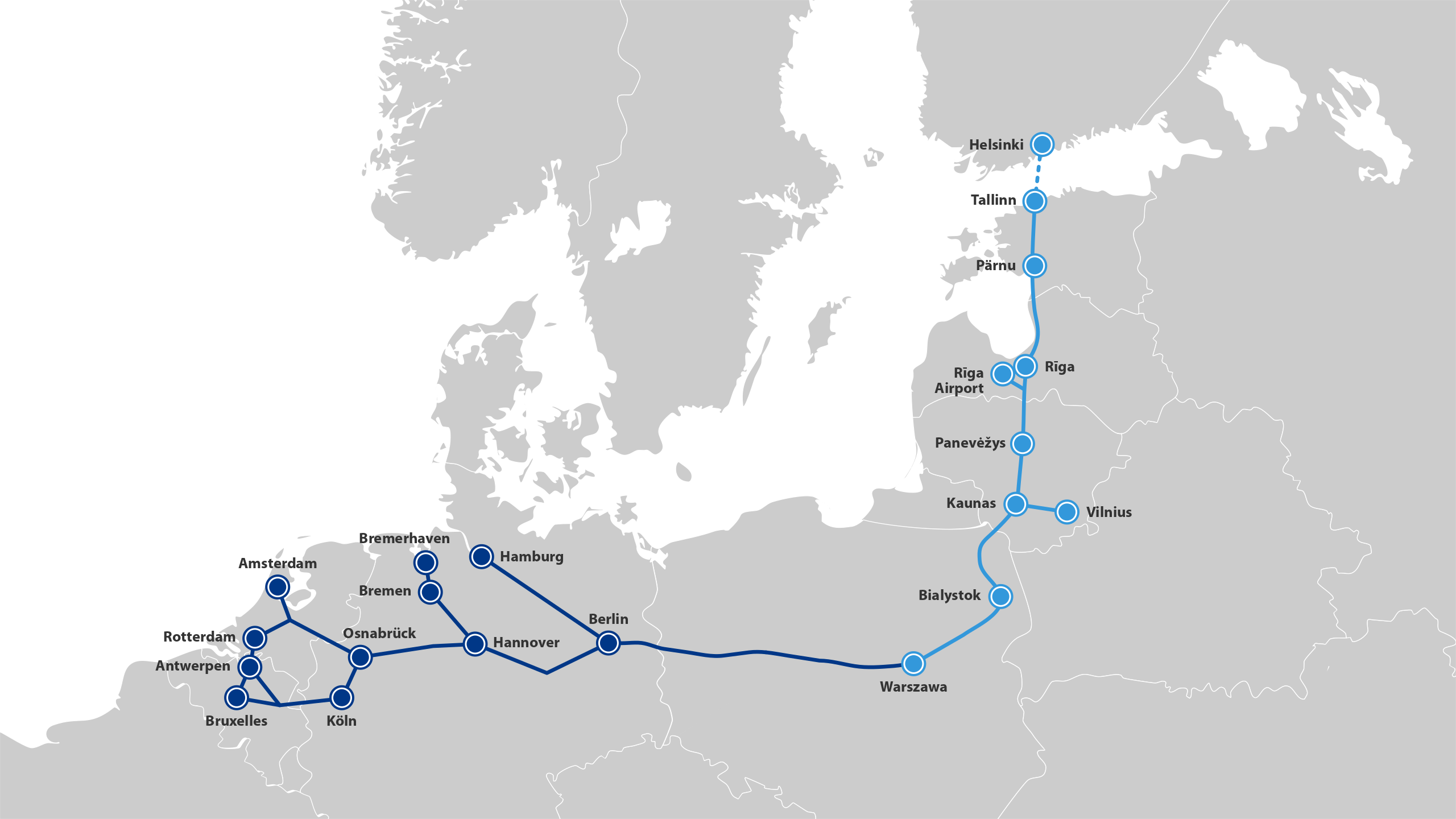
北海 - 波羅的海運輸走廊：其西段為連接比利時、荷蘭、德國至波蘭華沙的既有鐵路（深藍部分），東段則為波羅的海鐵路（淺藍部分）

2017年，波羅的海三國議會都批准了《波羅的海鐵路計畫政府間協議》，從而確認了他們對該計畫的長期承諾。此外，波羅的海鐵路全球計畫的成本效益分析由安永和阿特金斯國際專家根據歐盟 CBA 指南進行。分析顯示該項目在財務上可行且可行，其可衡量的收益將超過成本。
2016年8月，拉脫維亞政府批准了整個波羅的海鐵路線的空間規劃。隨後，立陶宛政府於 2017 年 1 月批准了立陶宛境內從考納斯到拉脫維亞邊境的路段。從考納斯到波蘭邊境的路段（稱為「波羅的海一號鐵路」）的路線取決於升級可行性研究的結果。 2018年2月14日，愛沙尼亞共和國公共管理部批准了愛沙尼亞鐵路空間規劃，從而確定了該國鐵路的最終路線和初步設計。自此波羅的海三國均已確定波羅的海鐵路的空間地域規劃和初步技術設計。
在波羅的海三國，波羅的海鐵路計畫均進入設計階段，其詳細設計方針亦已獲批。部分標段已完成初步技術設計整合、詳細技術設計服務招標、建築信息模型策略制定等工作。 2018 年 3 月 20 日，於拉脫維亞建設標準軌距鐵路的公司 Eiropas Dzelzceļa līnijas SIA 和於公開國際招標獲勝的供應商 PROSIV 簽署了第一份波羅的海鐵路建設設計和監理合同，涉及里加國際機場火車站、相關基礎設施和高架橋。該供應商是由三間來自不同國家的公司合資聯營：Prodex（斯洛伐克）、Sintagma（義大利）和Vektors T（拉脫維亞）。
2018年，有關商業化和材料供應的研究完成，包括長期商業計劃、營運計劃、基礎設施管理研究以及從考納斯到立陶宛-波蘭邊境的歐洲軌距鐵路線升級可行性研究。 2019年，波羅的海鐵路的第一塊基石在愛沙尼亞奠基，標誌著索斯蒂諾姆（Saustinõmme）高架橋的建設開始。此外，愛沙尼亞的塔林-拉普拉和派爾努-拉普拉段，立陶宛的考納斯-拉米加拉和拉米加拉-拉脫維亞/立陶宛邊境段，以及拉脫維亞的萬加日-薩拉斯皮爾斯-米薩（Misa）段和經過里加的主線段均已完成詳細技術設計合約的簽署。合約簽訂後，鐵路不同路段開始進行岩土工程研究，以收集有關土壤的資訊。
2020年，詳細技術設計的開發已取得進展，涵蓋主線643公里，其中包括愛沙尼亞和拉脫維亞的所有鐵路路段以及從立陶宛考納斯到拉脫維亞/立陶宛邊境的路段。
在愛沙尼亞，有關環境影響評估的討論已經展開，相關會議持續至2020年底。在討論過程中，人們被邀請就該專案的環境影響提出問題，同時提出了各種技術解決方案。
在拉脫維亞，里加中央車站於2020年11月23日舉行動工儀式正式開始建設工程。 2021年2月3日，里加機場站計畫實施方也被選定；施工於 2021 年 5 月開始，截至 2023 年 7 月仍在進行中。與里加非政府組織的會談開始討論里加市內的技術解決方案，特別是交叉路口和天橋等基礎設施元素。
俄羅斯對烏克蘭的入侵提高了這個歐洲計畫的重要性，因為它將為民用和軍事運輸層面提升整個歐洲的連結性。立陶宛成立了一個新委員會，以加快城市內的建設（貨運站設施和客運站）；愛沙尼亞則面臨成本增加和施工延誤。
截至 2023 年，工程計劃於 2030 年竣工，部分路段將於 2028 年開始服務。

### 計劃執行方
波羅的海鐵路計畫由愛沙尼亞、拉脫維亞和立陶宛這三個波羅的海國家實施。 芬蘭於2019年2月宣布也將加入此計畫。
波羅的海鐵路計畫的信託受益人是三個波羅的海國家的交通部門：愛沙尼亞經濟事務和通訊部、拉脫維亞交通部和立陶宛交通和通訊部。 2014年，他們成立了合資公司RB Rail AS，擔任該計畫的主要協調者和計畫執行者。其主要業務為鐵路的設計、施工和行銷。 RB Rail AS 也向波羅的海鐵路採購機構提交歐盟融資提案，供各方採購全球專案的研究、規劃、設計、子系統（控制、指揮和信號以及能源/電氣化）、原材料、關鍵部件、跨境軌道路段。

### 融資
AECOM 於 2011 年 5 月在三個波羅的海國家進行了波羅的海鐵路可行性研究，估計鐵路成本為 36 億歐元，並證明波羅的海鐵路在經濟上是可行的。根據這項研究，國家和歐盟層面做出了實施波羅的海鐵路的關鍵政治和實際決策。
自 AECOM 研究以來，該項目不斷發展，納入了波羅的海鐵路全球計畫的其他元素，以實現更好的連結性、乘客流動性和聯運。這些新增元素包括將波羅的海鐵路客運幹線走線途經里加國際機場、在該機場建設客運車站（拉脫維亞）、建設考納斯-維爾紐斯連接線（立陶宛）、改良連繫考納斯（立陶宛）的路線以及建設“於勒米斯特（Ülemiste）-塔林機場”電車線（愛沙尼亞）。此外，環境影響評估、空間規劃和一些初步設計的準備工作也為此專案提供了更好的投資估算。
根據安永會計師事務所進行的成本效益研究，2017 年4 月，波羅的海鐵路全球項目在所有三個國家實施的總成本（包括考納斯- 維爾紐斯段的建設）估計為58 億歐元。 分析認為，該計畫的經濟可行性和社會效益仍得到證明，為歐盟和國家繼續對該計畫聯合融資提供了必要的更新參數。 該項目的獲利能力在於其更廣泛的社會經濟效益，安永估計該效益約為 162.2 億歐元。此外，區域整合也將創造一些不可估量的（主要是催化性的）效益，例如旅遊業發展、新業務創造、對外國直接投資的吸引力增加、進入新出口市場、技術轉移和創新。
該項目由成員國、歐盟的全歐交通網絡預算以及向歐盟新成員國提供的結構和凝聚基金提供資金。
截至 2018 年初，三個波羅的海國家和 RB Rail AS 已收到兩筆總額為 7.65 億歐元的撥款，這些撥款是來自連接歐洲設施（CEF）基金，用於建設波羅的海鐵路。 2018 年 7 月 13 日，第三份補助協議完成簽署，該協議為計劃額外提供了 1.3 億歐元，其中 1.1 億歐元為 CEF 的撥款。 2020 年 7 月， CEF 再撥款 2.16 億歐元，用於建造、技術設計和規劃工程。 該計畫總共從歐盟和國家資金中獲得了約 12 億歐元。
2023 年 10 月，波羅的海國家的合資企業 RB Rail AS 宣布簽署一項額外的跨境補助協議，其中 CEF 將撥款 9.28 億歐元。這筆巨額資金加上波羅的海三個國家的國家共同融資將超過 11 億歐元，為進一步高速基礎設施發展所必要的活動得以實行。

### 路線及標準

波羅的海鐵路波蘭部分（圖中右上方之粗黑線）

2011年，三個波羅的海國家商定了一條連接塔林、派爾努、裡加、帕內韋日斯和考納斯的路線。該方案的可行性研究估計該線路總成本約為 36.8 億歐元。
波羅的海鐵路波蘭部分（從華沙經比亞韋斯托克、埃烏克至波蘭、立陶宛邊界）將進行升級，使該段標準軌鐵路的最高時速得以提升至160公里/小時。波蘭以北的路段將新建鐵路，由南至北途經考納斯、約尼什基斯、里加、派爾努和塔林。該段鐵路同樣採用標準軌距，最高時速可達200公里/小時，並使用 3 kV 直流電進行電氣化，與波蘭鐵路系統相同。 在愛沙尼亞，既有的勒爾（Lelle）- 派爾努鐵路已於2018年12月9日結束客運業務 as it required a €17 million refurbishment.。

### 建設工程（2017年至現今）
2017年，波羅的海三個國家的議會批准了波羅的海鐵路政府間協議，規定「該路線應從塔林出發，經派爾努-里加-帕內韋日斯-考納斯到達立陶宛/波蘭邊界，並提供考納斯至維爾紐斯的連接線為鐵路計劃的一部分」，並規定客運設計時速為 240 公里/小時。因此，初時波羅的海鐵路全球計畫路線是從塔林一直延伸到考納斯，而從考納斯到立陶宛/波蘭邊境段是否採用既有的標準軌距鐵路線則需待升級可行性研究結果出爐後才決定。儘管如此，2018年4月，波羅的海三個國家的交通部批准了波羅的海鐵路的設計方針，其中規定最大設計速度為249公里/小時，最大運營速度為234公里/小時。
對於考納斯傑西亞（Jiesia）- 立陶宛/波蘭邊境路段，考慮到大多數當地居民的意見，立陶宛交通和通訊部於2022年5月批准了一條名為“替代6A”的78.1公里路線。這條最佳路線是所提出的替代方案中最短的，也是距離市區最遠的。
波羅的海鐵路波蘭部分正在進行升級，客運列車的運行速度則可達 200 公里/小時。埃烏克至波蘭/立陶宛邊界路段的最高速度可能將達到 250 公里/小時，並將改為使用 25 kV 交流電系統進行電氣化。
2024 年 2 月 29 日，波羅的海鐵路里加中央火車站封頂，並按照拉脫維亞傳統舉行了慶祝儀式。一旦波羅的海鐵路全面投入運營，該火車站預計將成為波羅的海地區最繁忙的火車站。

### 波羅的海鐵路一期

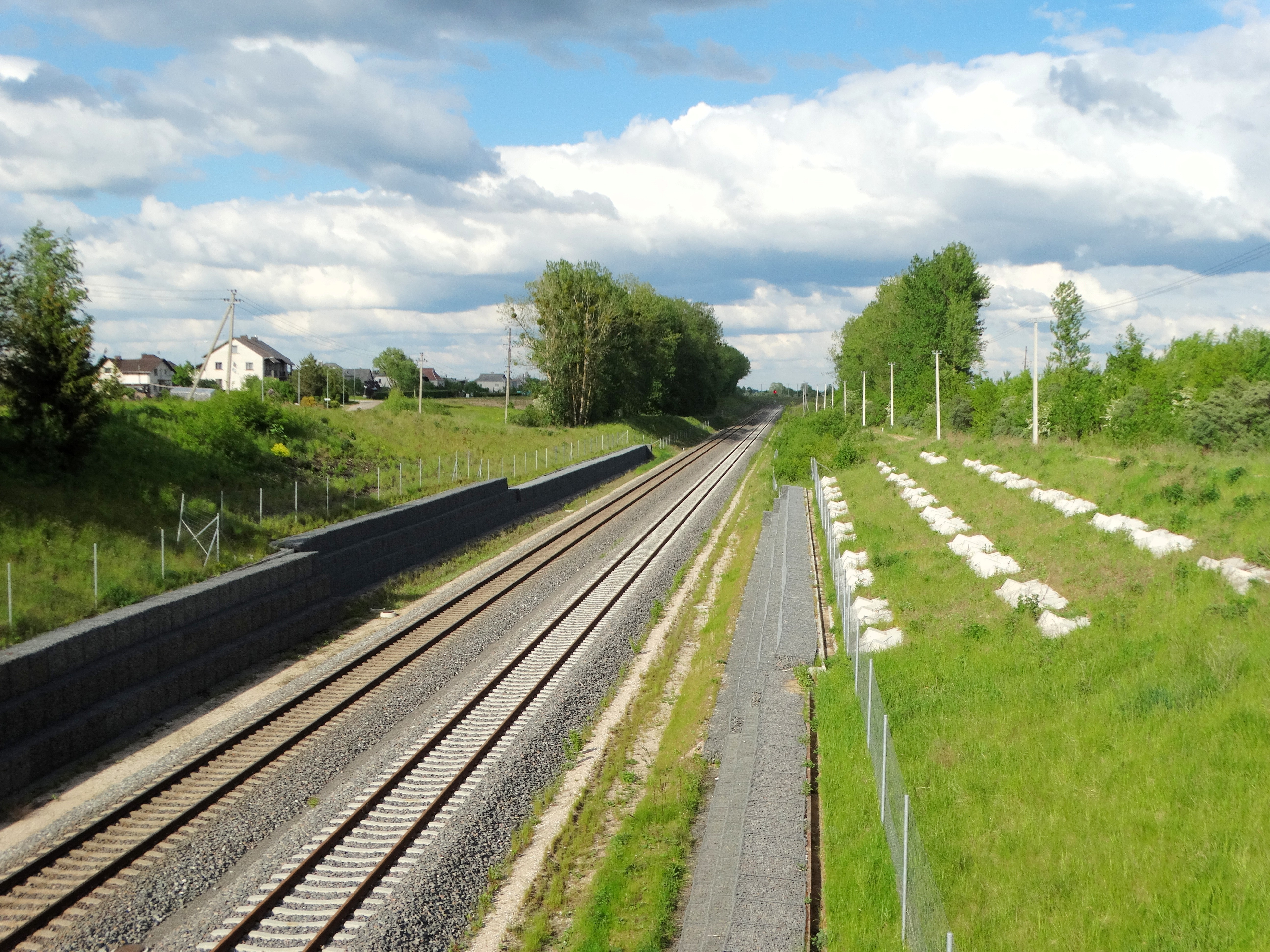
鄰近考納斯的已完工一期路段（2020年）

「波羅的海鐵路」這個名字有時也用來指從波蘭/立陶宛邊境到立陶宛考納斯的標準軌距鐵路建設工程的第一階段。該項目耗資 3.8 億歐元，在既有的俄羅斯軌距軌道旁建造了一條標準標準軌距軌道，工程於2015年10月16日落成。這條119公里的路線可容納柴油列車，客運列車的運行速度可達120公里/小時，貨運列車的運行速度可達80公里/小時。更高的速度將取決於未來的電氣化、新的信號系統和更多的平交道閘門。 2016年6月，立陶宛鐵路和波蘭列車營運商Polregio開通了考納斯和比亞韋斯托克之間的週末客運列車服務。
在愛沙尼亞和拉脫維亞，波羅的海鐵路一期計畫的實施包括升級該地區既有的鐵路線。從塔爾圖到愛沙尼亞瓦爾加（位於拉脫維亞邊境）、長 66 公里的俄羅斯軌距鐵路在 2008 年至 2010 年間進行了翻修。這項工作由芬蘭VR集團完成，耗資 4000 萬歐元。

## 好處
根據安永會計師事務所 2017 年成本效益研究，波羅的海鐵路的效益計算如下：
- 在氣候變遷和降噪方面節省了 71 億歐元
- 30–40% 相關卡車交通流量轉移至鐵路
- 施工階段創造 13,000 個就業機會
- 客運和貨運節省 53 億歐元
- 節省 530 萬乘客小時
- 29 年內拯救了 400 人的生命

總體而言，可衡量的社會經濟效益估計為 162 億歐元。經評估，波羅的海鐵路全球計畫將額外創造 20 億歐元的 GDP 乘數效應。它還聲稱這將帶來「巨大、無法估量的好處」。
2022 年 4 月下旬，波羅的海鐵路計畫的實施者在歐洲議會上介紹了進展情況，歐洲議會針對 2022 年俄羅斯入侵烏克蘭事件反覆強調了該計畫的戰略和地緣政治安全重要性。

## 批評
AECOM 於 2011 年發布可行性研究報告後就有針對該計劃的批評，其中立陶宛政府熱衷於讓計劃納入與維爾紐斯的聯繫。愛沙尼亞第二大城市塔爾圖市長呼籲將該城市納入路線中。
2013年，羅馬俱樂部愛沙尼亞協會建議政府放棄波羅的海鐵路線。環境評估計劃也被指存在問題。
2017年，兩個愛沙尼亞環保組織聲稱，波羅的海各國政府的決策缺乏公眾參與，建設新線路而不是升級現有網絡，與聯合國歐洲經濟委員會於1998年6月25日簽署的《奧胡斯公約》相衝突。
2016年和2017年，來自愛沙尼亞的三封公開信呼籲愛沙尼亞政府和議會停止計畫中的項目。這些信件的主要論點是，新鐵道作為綠地工程將對自然造成太大破壞，並且不會從本質上改善運輸的可能性。
2017 年 6 月 8 日，物流與工程專家 Priit Humal、Karli Lambot、Illimar Paul 和 Raul Vibo 發表了安永會計師事務所對波羅的海鐵路成本效益分析的批判性分析，聲稱其中的 41 億歐元社會經濟效益不理想，因此波羅的海鐵路計畫既不可行，也不符合歐盟融資條件 。他們向波羅的海鐵路協調員 RB Rail AS 徵求意見，四個月後後者給了答案。第一項研究的作者聲稱，他們先前分析中提出的問題在官方答覆中沒有得到充分解決，因此波羅的海鐵路將對社會有害。
批判性分析的作者被指控存在利益衝突，因為其中一位作者擁有一家物流公司。據稱，波羅的海鐵路將減少公路運輸業務的業務量。作者否認了這些說法。

## 車站
波羅的海鐵路由北至南將設有下列主要車站：
- 爱沙尼亚 塔林於勒米斯特站：該站位於塔林東部，將於2030年成為波羅的海鐵路北端總站。在為該站尋找設計方案的國際競賽中，扎哈·哈迪德建筑事务所的「光流」被宣佈為獲勝者。新車站將透過人行天橋直接連接塔林機場。[68][69]
- 爱沙尼亚 派爾努站：前派爾努站已於2018年終止客運業務。波羅的海鐵路工程將於鄰近前站的位置建設新站。主車站大樓將位於月台上方，設有 90 個座位的等候區、自助餐廳和資訊中心。從該站前往塔林預計需時 40 分鐘，前往里加則為 1 小時[70]。
- 拉脫維亞 里加中央車站
- 拉脫維亞 里加國際機場站：該站建造工程已於2021年6月21日展開[71]
- 立陶宛 帕內韋日斯國際車站：該站將位於帕內韋日斯及帕內韋日斯繞道（A17 公路）以西，在古斯頓尼斯（Gustonys）村東側。該站鄰近波羅的海鐵路和拉德維利什基斯 - 帕內韋日斯 - 陶格夫匹爾斯鐵路的交界處，與位於帕內韋日斯市中心的帕內韋日斯站非同一車站。
- 立陶宛 考納斯站：目前在週末，該站設有來往波蘭比亞韋斯托克的直達列車服務。該列車在波羅的海鐵路計畫第一階段建造的非電氣化單軌標準軌距鐵路上運行。考納斯站東南側設有專供標準軌列車使用的島式月台。
- 波蘭 比亞維斯托克站：自2022年1月起，由於波羅的海鐵路工程，該站正在進行另一次改造，月台正在完全更換，月台棚頂和地下通道已經建成。[72]

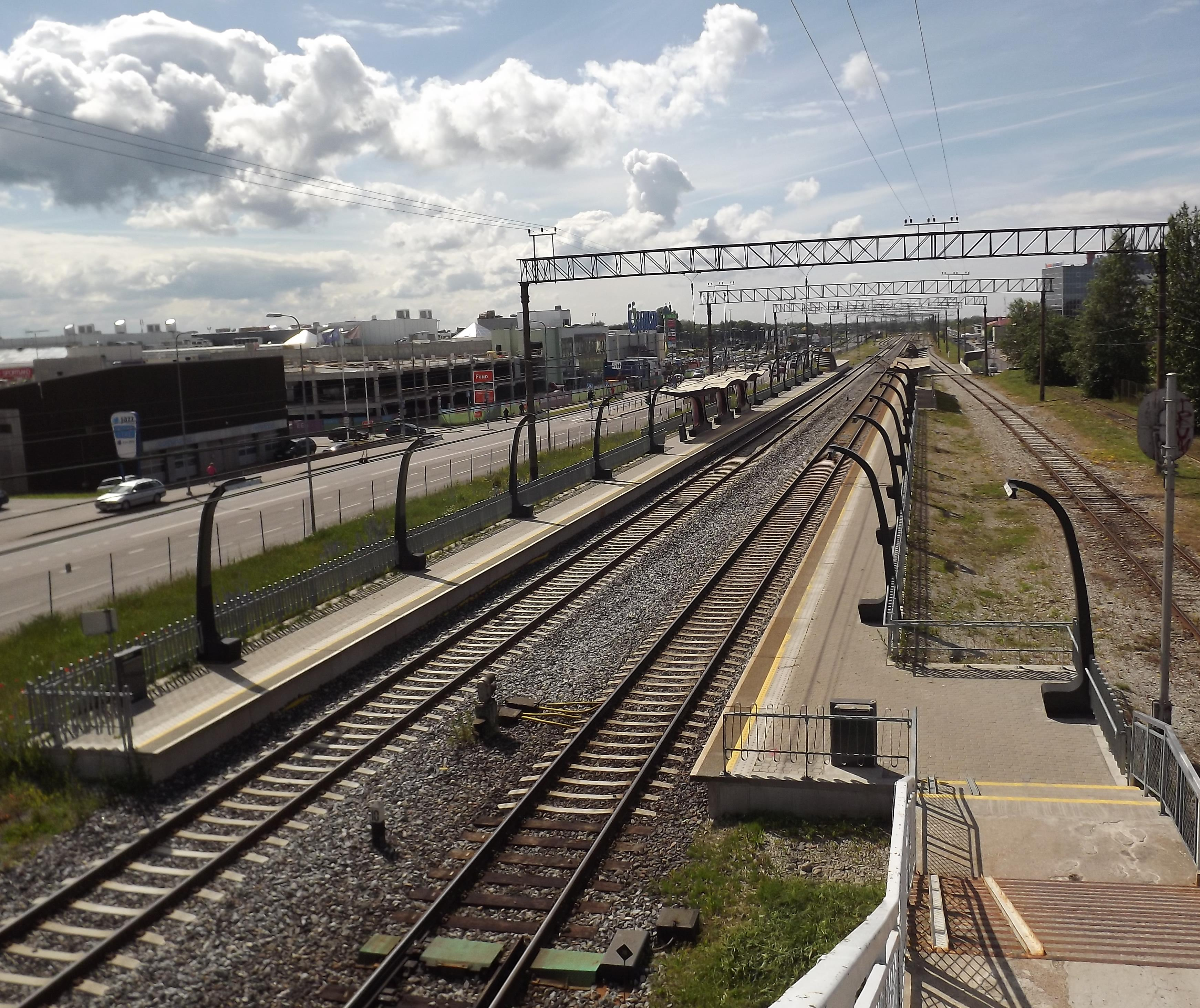
塔林於勒米斯特站
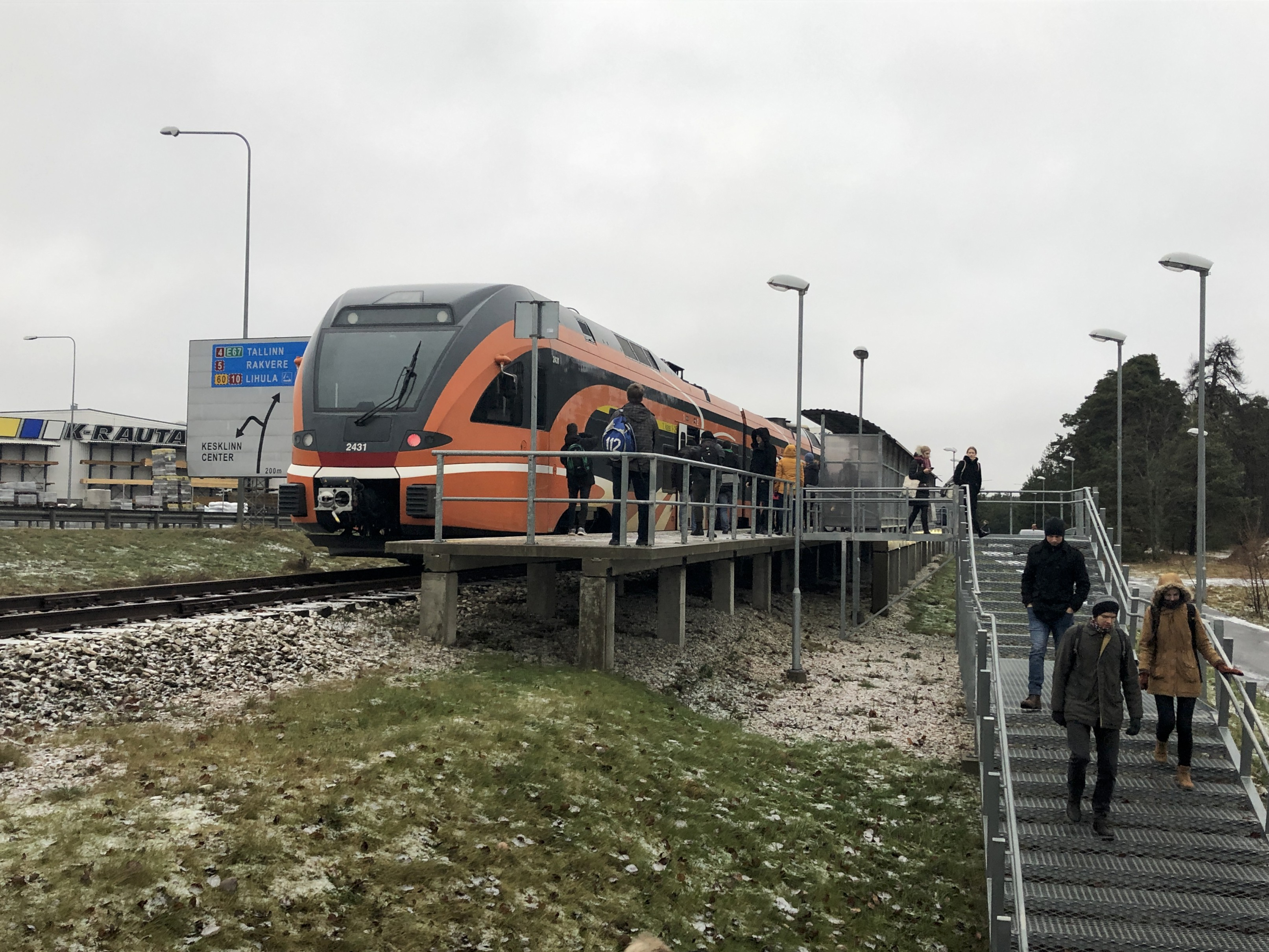
前派爾努站
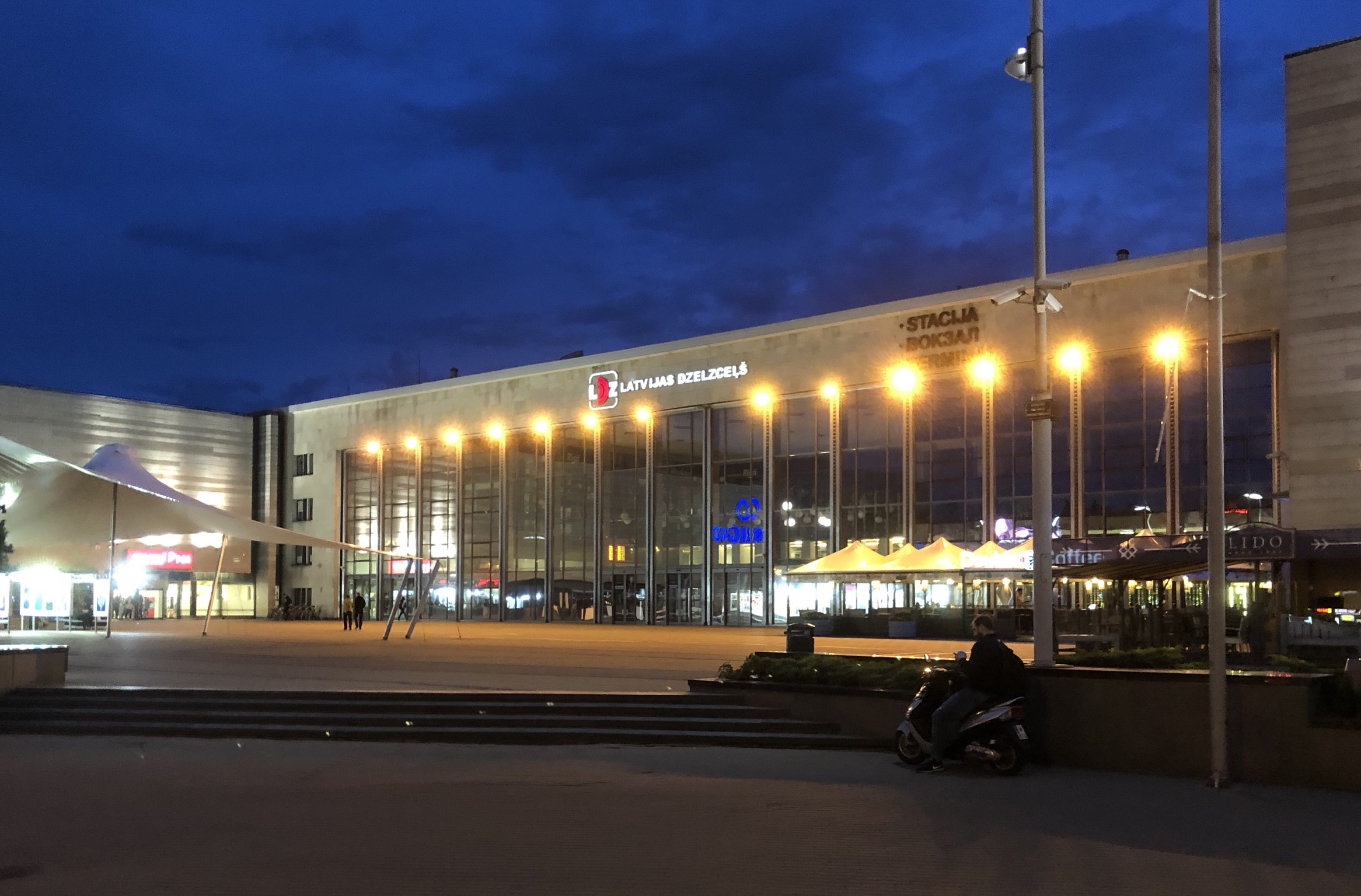
里加中央車站
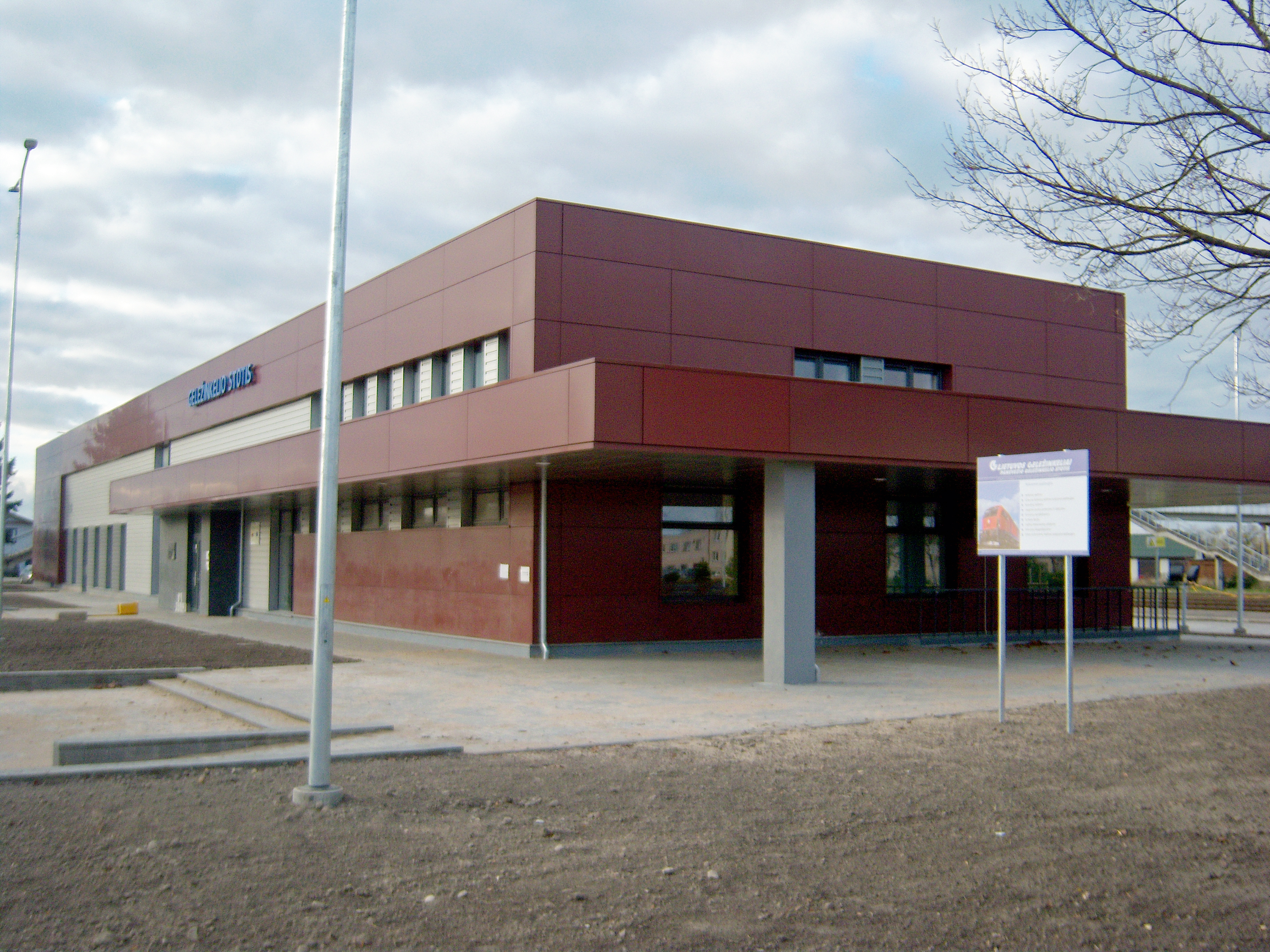
帕內韋日斯站：現時服務帕內韋日斯的主要鐵路站
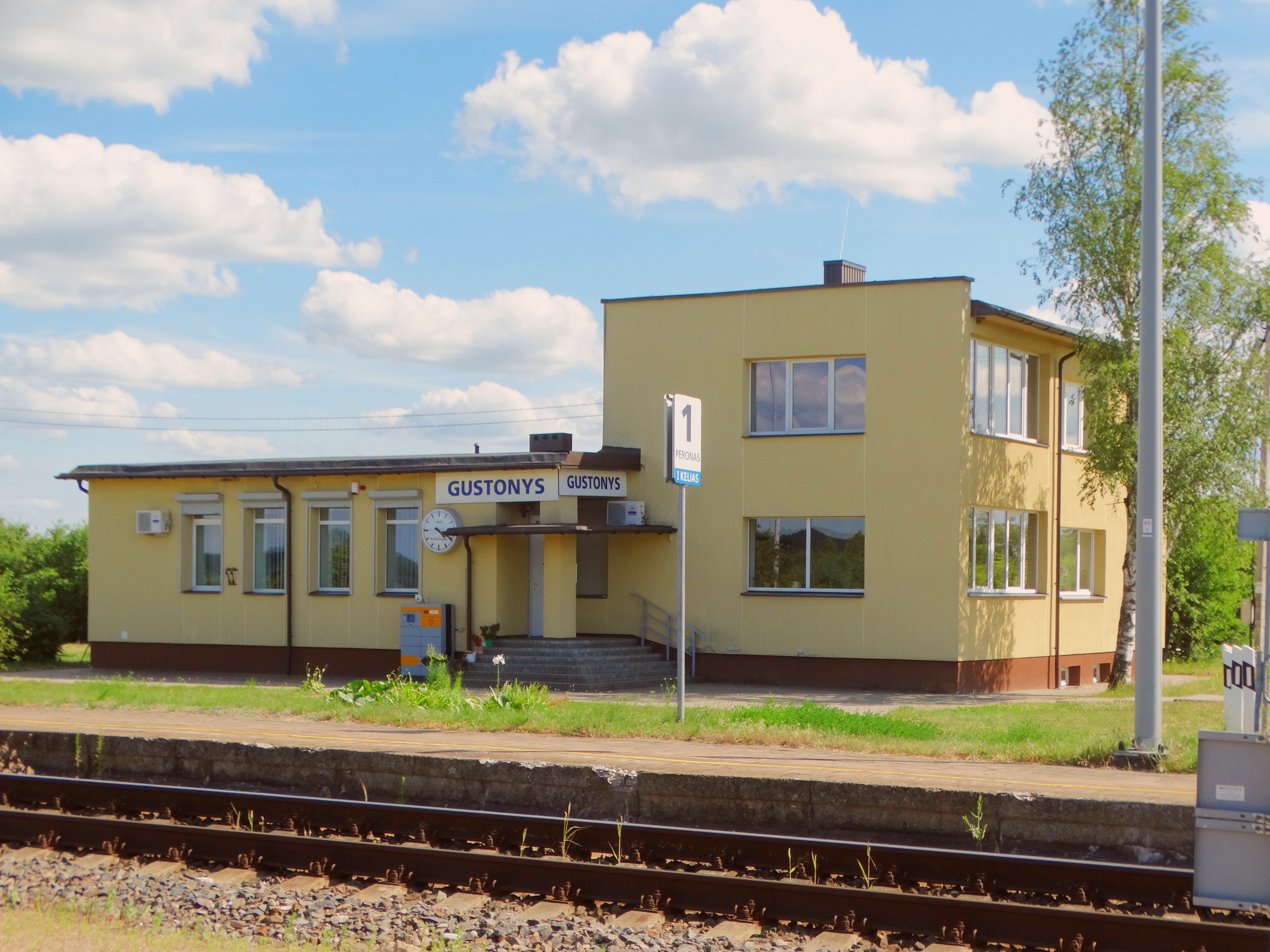
古斯頓尼斯站：離帕內韋日斯國際車站最接近的既有車站
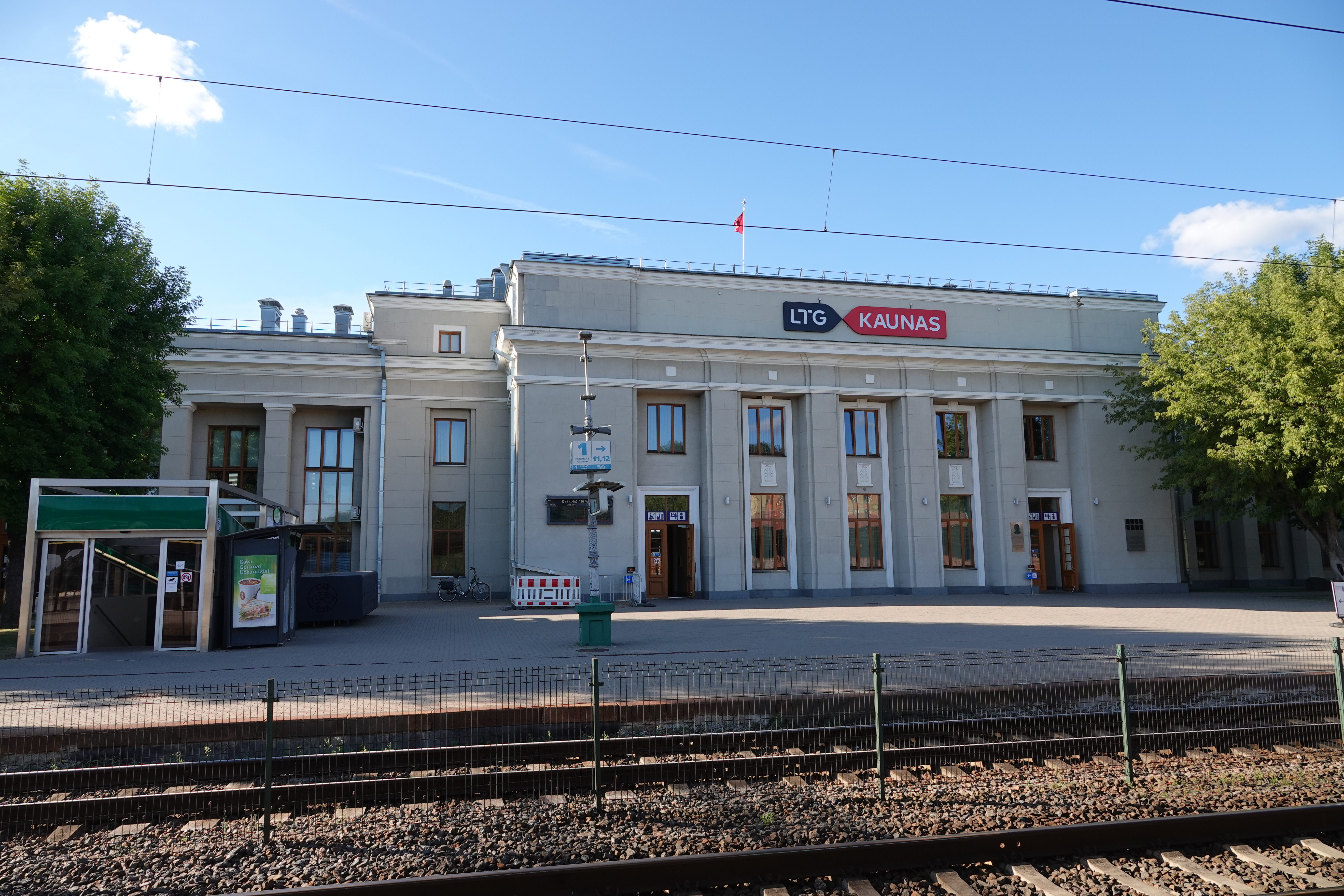
考納斯站（2022年）
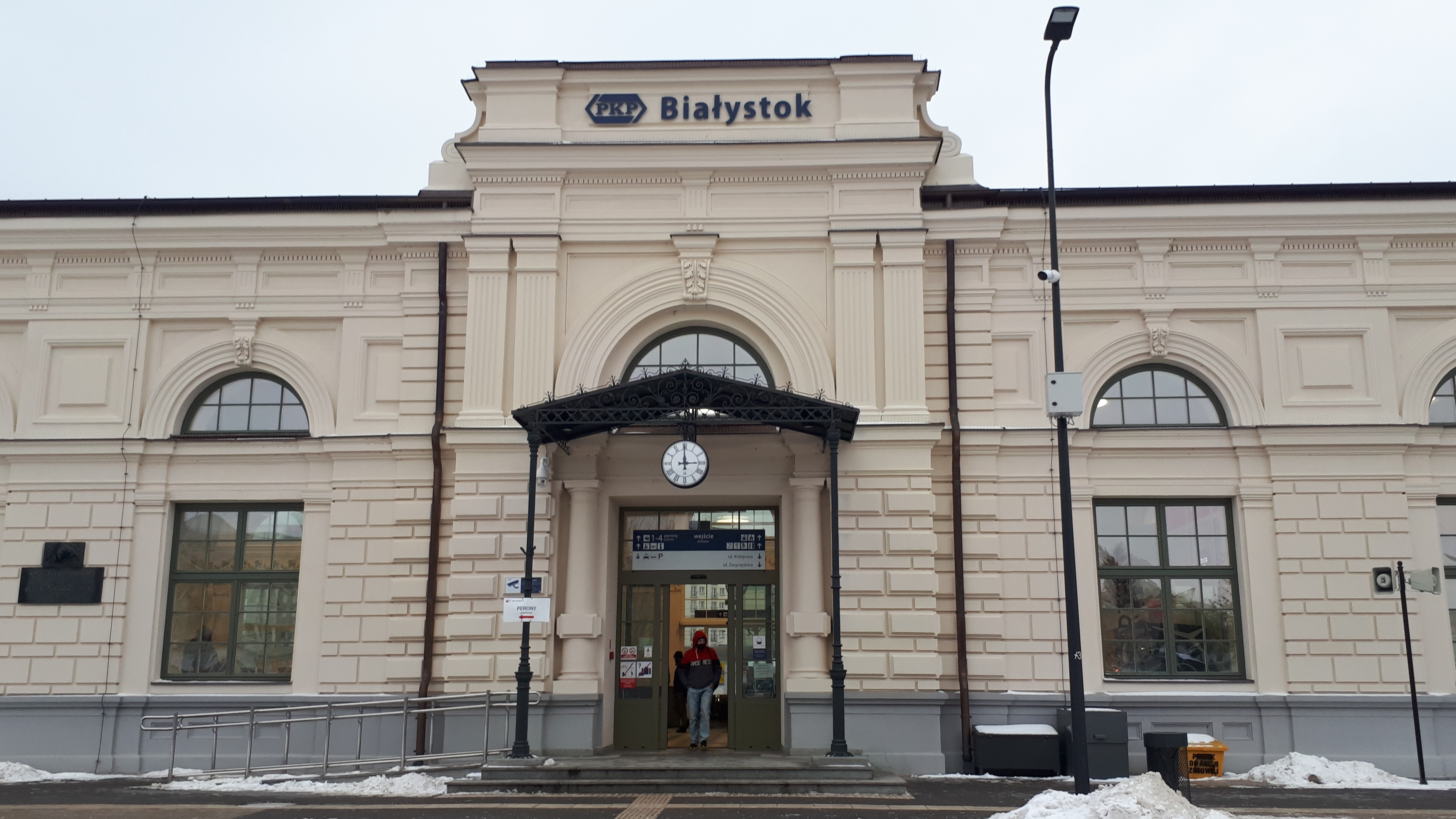
比亞維斯托克車站（2022年1月）

## 外部連結
- Official website （页面存档备份，存于） – Global Project
- European Commission: Progress report on Rail Baltica compiled by the European coordinator of the project （页面存档备份，存于） Pavel Telička, July 2007 – July 2008
- Information about Rail Baltica on the TEN-T website of Greens/EFA in the European Parliament （页面存档备份，存于）
- European Commission: Feasibility study on Rail Baltica railways – Main conclusions and recommendations （页面存档备份，存于） January 2007
- European Commission: Feasibility study on Rail Baltica railways – Annexes （页面存档备份，存于） January 2007
- Priority Project 27
- Baltic countries' agreement on Rail Baltica project to be signed at the beginning of summer （页面存档备份，存于）

template:Trans-European Transport Networks